# Mediokratie (Medienherrschaft)
Mediokratie oder Medienherrschaft ist ein politikwissenschaftlicher Begriff der Medientheorie. Wie der Begriff der Mediendemokratie weist er auf die wachsende Bedeutung der Medien für die Demokratie hin. Der Politik- und Medienwissenschaftler Thomas Meyer hat den Begriff der Mediokratie  zu Beginn des 21. Jahrhunderts mit dem provokativen Untertitel Die Kolonisierung der Politik durch das Mediensystem verbreitet und insbesondere untersucht, wie die Eigenlogik der Politik von der Eigenlogik der modernen Massenmedien verändert wird. Politiker müssen, wollen sie erfolgreich sein, sich wie Medienstars der Medienlogik unterwerfen, um in der Öffentlichkeit wahrgenommen zu werden.
Eine ganz andere Bedeutung erhält der Begriff Mediokratie als sozialwissenschaftlicher Fachterminus in der Soziologie, wo er im Spezialgebiet der Elitesoziologie zur Beschreibung einer Herrschaft der Mittelmäßigen Verwendung findet. Für diese alternative Bedeutung siehe das Stichwort Mediokratie als Herrschaft der Mittelmäßigkeit.

## Begriffsverwendung
Mediokratie bedeutet nach Meyer vor allem eine Verschmelzung der Logik der Medien und der Politik. Indem sich die Politik der Medienlogik unterwirft, beherrscht sie auch die mediale Darstellung. Politiker engagieren Journalisten als Berater, zwischen der Elite der Politiker und der Elite der professionellen politischen Journalisten entwickelt sich eine große Nähe. Die Aushandlungsprozesse der Politik werden theatralisch auf der Medienbühne inszeniert. Der eigentlichen Souverän, der Staatsbürger, nimmt als Zuschauer an dem politischen Theater teil.
Eine theatralische Inszenierung von Politik hat es allerdings auch in vordemokratischen Regimen gegeben. Die Phase der mediokratischen Dominanz, die mit der Durchsetzung des Fernsehens als Massenmedium begann, geht mit der neuen Medientechnologie des Internets zu Ende. Einfache Bürger können über die sozialen Netzwerke direkt teilnehmen an der politischen Kommunikation. „Die Gatekeeper-Funktion der etablierten Medien und der professionellen Medien-Elite wird mit den sozialen Medien unterlaufen“, stellt der Medienwissenschaftler Klaus Wolschner fest. Teilweise wird die Kritik an der Mediokratie als Ablehnung der Elite von professionellen Medien und Politik aggressiv vorgetragen, Medien und Politik wehren sich mit dem Vorwurf des Populismus.
Die Verschmelzung von Medien und politischer Macht hat in Italien in der Figur Berlusconi eine besondere Form erhalten. Eine kritische italienische Sicht der Bedeutung der Medien findet sich im Werk  Giovanni Sartoris, einem Vertreter der Demokratietheorie. In Homo videns. La sociedad teledirigida kritisiert er vor allem die basisdemokratischen Vorstellungen (Partizipation, direkte Demokratie), die in den Möglichkeiten moderner Medien gesehen würden. Seiner Meinung nach unterliegen die Medien nicht dem Konkurrenzprinzip. Die Medien, besonders das Privatfernsehen geben die Meinung der Geldgeber, also der Werbekunden wieder, nicht die der Zuschauer.
Der Begriff der Telekratie wurde zur Zeit der so genannten „Telerevolution“ in Rumänien geprägt und gelangte anlässlich der Wahl des Medienunternehmers Silvio Berlusconi in Italien zum Ministerpräsidenten 1994 sowie 2001 erneut in die öffentliche Diskussion, als viele Beobachter die Demokratie in Gefahr sahen und von einer „neuen Regierungsform der Telekratie“ sprachen. Selbst bei dem „Medien-Duell“ von Gerhard Schröder und Herausforderer Edmund Stoiber 2002 wurde das „Gespenst einer Telekratie“ heraufbeschworen.
So wird Telekratie auch als abwertendes oder scherzhaftes Schlagwort gebraucht, im Sinne einer „Staatsform, in der die Macht nicht vom Volk, sondern vom Fernsehen beziehungsweise von dessen Besitzer ausgeht (Herrschaft durch das Fernsehen)“ oder für die „Verschmelzung von politischer und Medienmacht in einer Hand“.
Der umfassendere Begriff der Medienherrschaft benennt ein wesentlich älteres Phänomen. Über Jahrhunderte waren die Medien vor allem Druckwerke: Verlautbarungen, die plakatiert wurden, Zeitungen, Journale. Über die Lizenz für die Drucker sicherten sich die Machthaber die Loyalität der Druckerzeugnisse, notfalls übten sie direkte Zensur aus. Die am Ende des 19. Jahrhunderts entstandenen Massenmedien waren die Voraussetzung für die Verbreitung der politischen Bildung und damit für die Demokratie. Der österreichisch-amerikanische Soziologe „Paul Lazarsfeld begann sich schon in den dreißiger Jahren mit dem Einfluss der Medien auf politische Entscheidungen auseinanderzusetzen.“ Er wies insbesondere darauf hin, dass die Medien die Menschen vor allem indirekt erreichen. In seiner Studie „The People‘s Choice“ (1940) erklärte er, dass die sozialen Gemeinschaften, in denen Menschen direkt eingebunden sind, größeren Einfluss auf ihre Meinungsbildung haben als Propaganda und Information durch ihnen fremde technische Medien: Massenmedien, so Lazarsfeld, würden vor allem dann wirken, wenn sie die Aufmerksamkeit und Zustimmung von Meinungsführern (opinion leaders) erlangen, die die Nachrichten dann im Kontext ihrer weltanschaulichen Wertegemeinschaft weitergeben.